# Amathia obliqua
Amathia obliqua är en mossdjursart som beskrevs av William MacGillivray 1895. Amathia obliqua ingår i släktet Amathia och familjen Vesiculariidae. Inga underarter finns listade i Catalogue of Life.